# Amborellales
Denne planteorden er monotypisk og rummer kun én familie, nemlig den nedennævnte. Udbredelsesområdet og kendetegnene skal derfor søges under familien.
| Familier |

- Amborellaceae